# ネストヤ・チェフ
ネストヤ・チェフ（Nastja Čeh、1978年1月26日 - ）は、スロベニアの元サッカー選手。元スロベニア代表。ポジションはミッドフィールダー。

## 来歴
2001年にスロベニア代表デビュー。翌年の2002 FIFAワールドカップのメンバーにも選ばれ、2試合に出場した。2007年までに46試合に出場、6得点をあげた。

## 代表歴

### 出場大会
- スロベニア代表
  - 2002 FIFAワールドカップ

### 試合数
- 国際Aマッチ 46試合 6得点（2001年-2007年）[1]

| スロベニア代表 | 国際Aマッチ | 国際Aマッチ |
| 年             | 出場        | 得点        |
| -------------- | ----------- | ----------- |
| 2001           | 2           | 2           |
| 2002           | 8           | 0           |
| 2003           | 9           | 2           |
| 2004           | 9           | 1           |
| 2005           | 8           | 1           |
| 2006           | 5           | 0           |
| 2007           | 5           | 0           |
| 通算           | 46          | 6           |